# Partihandel

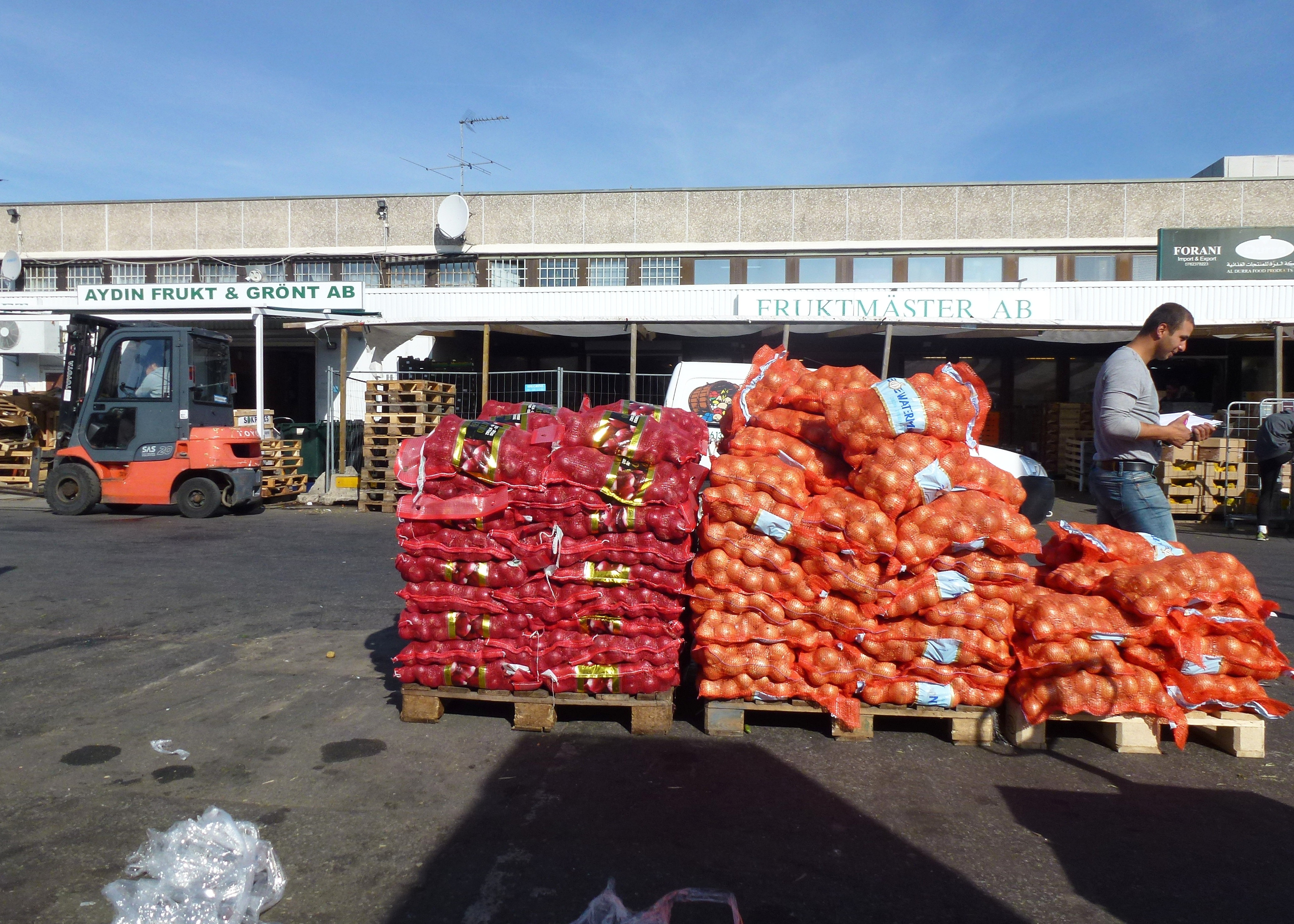
Partihandel med frukt och grönt på Årsta partihallar i södra Stockholm, september 2014

Partihandel, grosshandel eller grossistverksamhet är handel med stora volymer av varor så kallade varupartier. Partihandel företas framför allt av partihandlare mellan tillverkningsindustrin och detaljhandeln. Handeln sker inte till enskilda konsumenter.

## Äldre beteckningar
Tidigare användes även begreppet grosshandel, från det tyska ordet för storhandel, eller det franska engros. Grosshandlare är en äldre benämning på en person eller ett företag som bedriver grossistverksamhet.

### Grosshandlare i populärkulturen
Karikatyrer av grosshandlare förekommer ofta i de gamla pilsnerfilmerna, där de kännetecknas av uppkomlingsmanér, stora magar, ekonomiskt välstånd, cigarrökande och flitigt drickande. I äldre tider fanns det ett talesätt att den välmående grosshandlaren/uppkomlingen avslöjade sin härkomst när han satt på Operakällaren och sörplade soppa.
En grosshandlare är också namnet på en grogg, bestående av lika delar eau-de-vie och sockerdricka.